# Relacions entre Sud-àfrica i Moçambic
Les relacions entre Sud-àfrica i Moçambic es refereix a la les relacions actuals i històriques entre Sud-àfrica i Moçambic. Les relacions governamentals van començar el 1923, durant l'època colonial, quan la Unió Sud-africana entrà en acords formals amb l'Imperi Portuguès per a la colònia d'Àfrica Oriental Portuguesa (Moçambic) pel que fa a mà d'obra, transport i assumptes comercials. Graça Machel, la Primera Dama de Moçambic des de 1975 a 1986, després es va casar amb el primer president post-apartheid de Sud-àfrica, Nelson Mandela, el 18 de juliol de 1998, el dia del 80è aniversari de Mandela. Van romandre casats fins a la mort de Mandela el 5 de desembre de 2013, a l'edat de 95. Havia estat casada anteriorment amb el primer president de Moçambiqc, Samora Machel, qui va morir en un accident d'aviació el 19 d'octubre de 1986 als 53.

## Apartheid

### Relacions amb els blancs
Els blancs sud-africans i els blancs del Moçambic sota control portuguès gaudiren de relacions molt estretes durant l'època colonial. Quan Sud-àfrica va posar en pràctica les lleis de l'apartheid, Maputo, la capital de Moçambic, va esdevenir una destinació per a molts blancs que escapaven de les polítiques socials conservadores del govern de l'apartheid. Quan Moçambic va obtenir la seva independència de Portugal el 1975, milers de blancs nascuts a Moçambic es van traslladar a través de la frontera amb Sud-àfrica, els descendents dels quals són avui portuguesos sud-africans.

### Relacions entre negres
Els shangaan o tsonga viuen a banda i banda de la frontera amb Moçambic i Sud-àfrica. El moviment negre entre els dos estats existia en gran part a causa de la possibilitat dels moçambiquesos de trobar treball a les mines de Sud-àfrica. Les remissions transfrontereres constitueixen una part important de l'economia de Moçambic.

### Guerra
Sud-àfrica va tenir un paper important en la guerra civil de Moçambic donant suport al RENAMO contra el govern del FRELIMO. Sud-àfrica i Moçambic van signar l'acord de Nkomati en 1984, que va acabar oficialment el paper de Sud-àfrica en la guerra, tot i que va continuar fins a l'adveniment de la democràcia a Sud-àfrica el 1994.